# 馬納霍金 (新澤西州)
馬納霍金（英語：Manahawkin）是位於美國新澤西州海洋縣的普查規定居民點。

## 人口
根據2020年美國人口普查的數據，馬納霍金的面積為5.03平方千米，當中陸地面積為4.78平方千米，而水域面積為0.25平方千米。當地共有人口2413人，而人口密度為每平方千米479.72人。